# Supercopa de Costa Rica 2020
La Supercopa de Costa Rica 2020, también conocida como la Supercopa Liga Promerica por motivos de patrocinio, fue la segunda edición de la Supercopa de Costa Rica. El encuentro fue disputado entre el vencedor del Torneo de Apertura 2019 y el vencedor del Torneo de Clausura 2020, en el Estadio Nacional de San José.

## Participantes
|  |  | Herediano |  | Campeón del Torneo Apertura (2019) |
|  |  | Saprissa  |  | Campeón del Torneo Clausura (2020) |

## Desarrollo

### Sede
El Estadio Nacional fue elegido como la sede en la edición II. Anteriormente había sido utilizado en la primera edición en 2012.

### Reglas
El encuentro tendrá una duración de 90 minutos reglamentarios más los debidos tiempos de reposición. En caso de un empate, el campeón se definirá directamente con los lanzamientos desde el punto de penal, no habrá tiempos extras. En cuanto a las sustituciones, se mantendrá la reforma de FIFA a la regla 3 y se podrán realizar cinco sustituciones en tres tiempos diferentes durante el encuentro. A nivel de jugadores, ambos equipos solo podrán convocar a dieciocho futbolistas para el encuentro, como lo establece el Protocolo de prevención ante el Covid-19, estos deberán estar inscritos o con documentación oficial presentada antes del 6 de agosto ante el Comité de Competición de UNAFUT. Con respecto al tema disciplinario, el juego contará con la aplicación del Reglamento Disciplinario vigente, ya que el artículo 2 establece que en el ámbito de aplicación se extiende a todos los partidos y competiciones organizadas por UNAFUT y por los clubes afiliados, sean estos de carácter amistoso, torneos o de campeonatos oficiales. Al final del evento, habrá una premiación para el campeón de la Supercopa y un reconocimiento especial al jugador del partido, estadística que formará parte de la historia oficial de UNAFUT.

## Final
| 20    | POR   | Bryan Segura           |     |
| 34    | DEF   | Ariel Soto             |     |
| 2     | DEF   | Aarón Salazar          |     |
| 4     | DEF   | Orlando Galo           |     |
| 15    | DEF   | Mauricio Núñez         |     |
| 10    | MED   | Yeltsin Tejeda         | 34' |
| 5     | MED   | Óscar Esteban Granados |     |
| 28    | MED   | Gerson Torres          | 80' |
| 94    | MED   | John Jairo Ruiz        | 65' |
| 7     | DEL   | Yendrick Ruiz          | 80' |
| 9     | DEL   | Jonathan McDonald      |     |
| D. T. | D. T. | Víctor Núñez           |     |

| 13    | POR   | Aarón Cruz         |     |
| 52    | DEF   | Aubrey David       |     |
| 32    | DEF   | Alexander Robinson |     |
| 12    | DEF   | Ricardo Blanco     |     |
| 29    | DEF   | Luis Hernández     |     |
| 21    | MED   | Esteban Rodríguez  | 77' |
| 8     | MED   | David Guzmán       | 81' |
| 20    | MED   | Mariano Torres     |     |
| 80    | DEL   | Jimmy Marín        |     |
| 26    | DEL   | Daniel Colindres   |     |
| 7     | DEL   | Johan Venegas      | 46' |
| D. T. | D. T. | Walter Centeno     |     |

| 22 | MED | Jefferson Brenes  | 34' |
| 29 | MED | Nextalí Rodríguez | 65' |
| 37 | DEF | Keysher Fuller    | 80' |
| 8  | MED | Fabrizio Ramírez  | 80' |

| 10 | MED | Marvin Angulo   | 46' |
| 36 | DEL | Jostin Tellería | 77' |
| 37 | MED | Jedwin Lester   | 81' |

| 65' (pen.) · 89' | Jonathan McDonald | 1:0 2:0 |

| 74' | Bryan Segura |

| 25' · 67' · 68' | Esteban Rodríguez Aubrey David David Guzmán |

| Principal  | Juan Gabriel Calderón |
| Asistentes | Carlos Fernández      |
|            | William Chow          |
| Cuarto     | Ricardo Montero       |

| Alineación inicial |

| 20    | POR   | Bryan Segura           |     |
| 34    | DEF   | Ariel Soto             |     |
| 2     | DEF   | Aarón Salazar          |     |
| 4     | DEF   | Orlando Galo           |     |
| 15    | DEF   | Mauricio Núñez         |     |
| 10    | MED   | Yeltsin Tejeda         | 34' |
| 5     | MED   | Óscar Esteban Granados |     |
| 28    | MED   | Gerson Torres          | 80' |
| 94    | MED   | John Jairo Ruiz        | 65' |
| 7     | DEL   | Yendrick Ruiz          | 80' |
| 9     | DEL   | Jonathan McDonald      |     |
| D. T. | D. T. | Víctor Núñez           |     |

| 13    | POR   | Aarón Cruz         |     |
| 52    | DEF   | Aubrey David       |     |
| 32    | DEF   | Alexander Robinson |     |
| 12    | DEF   | Ricardo Blanco     |     |
| 29    | DEF   | Luis Hernández     |     |
| 21    | MED   | Esteban Rodríguez  | 77' |
| 8     | MED   | David Guzmán       | 81' |
| 20    | MED   | Mariano Torres     |     |
| 80    | DEL   | Jimmy Marín        |     |
| 26    | DEL   | Daniel Colindres   |     |
| 7     | DEL   | Johan Venegas      | 46' |
| D. T. | D. T. | Walter Centeno     |     |

| 22 | MED | Jefferson Brenes  | 34' |
| 29 | MED | Nextalí Rodríguez | 65' |
| 37 | DEF | Keysher Fuller    | 80' |
| 8  | MED | Fabrizio Ramírez  | 80' |

| 10 | MED | Marvin Angulo   | 46' |
| 36 | DEL | Jostin Tellería | 77' |
| 37 | MED | Jedwin Lester   | 81' |

| 65' (pen.) · 89' | Jonathan McDonald | 1:0 2:0 |

| 74' | Bryan Segura |

| 25' · 67' · 68' | Esteban Rodríguez Aubrey David David Guzmán |

| Principal  | Juan Gabriel Calderón |
| Asistentes | Carlos Fernández      |
|            | William Chow          |
| Cuarto     | Ricardo Montero       |

| Alineación inicial |

| 20    | POR   | Bryan Segura           |     |
| 34    | DEF   | Ariel Soto             |     |
| 2     | DEF   | Aarón Salazar          |     |
| 4     | DEF   | Orlando Galo           |     |
| 15    | DEF   | Mauricio Núñez         |     |
| 10    | MED   | Yeltsin Tejeda         | 34' |
| 5     | MED   | Óscar Esteban Granados |     |
| 28    | MED   | Gerson Torres          | 80' |
| 94    | MED   | John Jairo Ruiz        | 65' |
| 7     | DEL   | Yendrick Ruiz          | 80' |
| 9     | DEL   | Jonathan McDonald      |     |
| D. T. | D. T. | Víctor Núñez           |     |

| 13    | POR   | Aarón Cruz         |     |
| 52    | DEF   | Aubrey David       |     |
| 32    | DEF   | Alexander Robinson |     |
| 12    | DEF   | Ricardo Blanco     |     |
| 29    | DEF   | Luis Hernández     |     |
| 21    | MED   | Esteban Rodríguez  | 77' |
| 8     | MED   | David Guzmán       | 81' |
| 20    | MED   | Mariano Torres     |     |
| 80    | DEL   | Jimmy Marín        |     |
| 26    | DEL   | Daniel Colindres   |     |
| 7     | DEL   | Johan Venegas      | 46' |
| D. T. | D. T. | Walter Centeno     |     |

| 22 | MED | Jefferson Brenes  | 34' |
| 29 | MED | Nextalí Rodríguez | 65' |
| 37 | DEF | Keysher Fuller    | 80' |
| 8  | MED | Fabrizio Ramírez  | 80' |

| 10 | MED | Marvin Angulo   | 46' |
| 36 | DEL | Jostin Tellería | 77' |
| 37 | MED | Jedwin Lester   | 81' |

| 65' (pen.) · 89' | Jonathan McDonald | 1:0 2:0 |

| 74' | Bryan Segura |

| 25' · 67' · 68' | Esteban Rodríguez Aubrey David David Guzmán |

| Principal  | Juan Gabriel Calderón |
| Asistentes | Carlos Fernández      |
|            | William Chow          |
| Cuarto     | Ricardo Montero       |

| Alineación inicial |

| 20    | POR   | Bryan Segura           |     |
| 34    | DEF   | Ariel Soto             |     |
| 2     | DEF   | Aarón Salazar          |     |
| 4     | DEF   | Orlando Galo           |     |
| 15    | DEF   | Mauricio Núñez         |     |
| 10    | MED   | Yeltsin Tejeda         | 34' |
| 5     | MED   | Óscar Esteban Granados |     |
| 28    | MED   | Gerson Torres          | 80' |
| 94    | MED   | John Jairo Ruiz        | 65' |
| 7     | DEL   | Yendrick Ruiz          | 80' |
| 9     | DEL   | Jonathan McDonald      |     |
| D. T. | D. T. | Víctor Núñez           |     |

| 13    | POR   | Aarón Cruz         |     |
| 52    | DEF   | Aubrey David       |     |
| 32    | DEF   | Alexander Robinson |     |
| 12    | DEF   | Ricardo Blanco     |     |
| 29    | DEF   | Luis Hernández     |     |
| 21    | MED   | Esteban Rodríguez  | 77' |
| 8     | MED   | David Guzmán       | 81' |
| 20    | MED   | Mariano Torres     |     |
| 80    | DEL   | Jimmy Marín        |     |
| 26    | DEL   | Daniel Colindres   |     |
| 7     | DEL   | Johan Venegas      | 46' |
| D. T. | D. T. | Walter Centeno     |     |

| 22 | MED | Jefferson Brenes  | 34' |
| 29 | MED | Nextalí Rodríguez | 65' |
| 37 | DEF | Keysher Fuller    | 80' |
| 8  | MED | Fabrizio Ramírez  | 80' |

| 10 | MED | Marvin Angulo   | 46' |
| 36 | DEL | Jostin Tellería | 77' |
| 37 | MED | Jedwin Lester   | 81' |

| 65' (pen.) · 89' | Jonathan McDonald | 1:0 2:0 |

| 74' | Bryan Segura |

| 25' · 67' · 68' | Esteban Rodríguez Aubrey David David Guzmán |

| Principal  | Juan Gabriel Calderón |
| Asistentes | Carlos Fernández      |
|            | William Chow          |
| Cuarto     | Ricardo Montero       |

| Alineación inicial |

| Trofeo Copa de Campeones Concacaf |
| Campeón C. S. Herediano           |
| 1er. título                       |